# Elizabeth Blackwell Medal
Die Elizabeth Blackwell Medal ist eine Auszeichnung der American Medical Women's Association (AMWA). Sie wird jährlich an eine Ärztin, die sich um die Belange von Frauen im Bereich der Medizin besonders verdient gemacht hat, verliehen.

## Geschichte

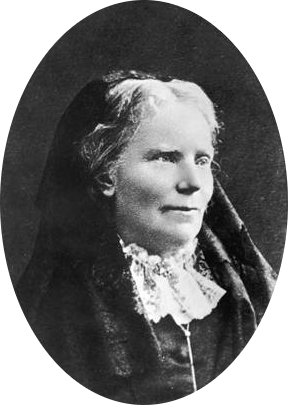
Elizabeth Blackwell

Die Medaille wurde zu Ehren von Elizabeth Blackwell benannt, eine der ersten Frauen, die im Jahr 1849 in den Vereinigten Staaten einen medizinischen Abschluss erhielt, und eine Pionierin bei der Förderung der Ausbildung von Frauen in der Medizin. Die Medaille wurde 1949 von Elise L’Esperance gestiftet. Vor 1993 wurde die Medaille nur an Mitglieder der AMWA verliehen.

## Preisträger
- 1949: Mary Riggs Noble
- 1950: Bertha Van Hoosen
- 1951: Esther Pohl Lovejoy
- 1952: Catharine Macfarlane
- 1953: Elizabeth Bass
- 1954: Mabel E. Gardner
- 1955: Elise L’Esperance
- 1956: Evangeline S. Stenhouse
- 1957: Esther Pohl Lovejoy
- 1958: Ada Chree Reid
- 1959: Helen F. Schrack
- 1960: Nelle Sparks Noble
- 1961: Elizabeth Kittredge
- 1962: Judith Emmelia Ahlem
- 1963: Elizabeth S. Waugh
- 1964: Helena T. Ratterman
- 1965: Camille Mermod
- 1966: Esther C. Marting
- 1967: Amey Chappell
- 1968: Margaret J. Schneider
- 1969: Katharine W. Wright
- 1970: Rosa Lee Nemir
- 1971: Frieda Bauman
- 1972: Alma Dea Morani
- 1973: Alice Drew Chenoweth
- 1974: Laura E. Morrow
- 1975: Ruth Hartgraves
- 1976: Claire F. Ryder

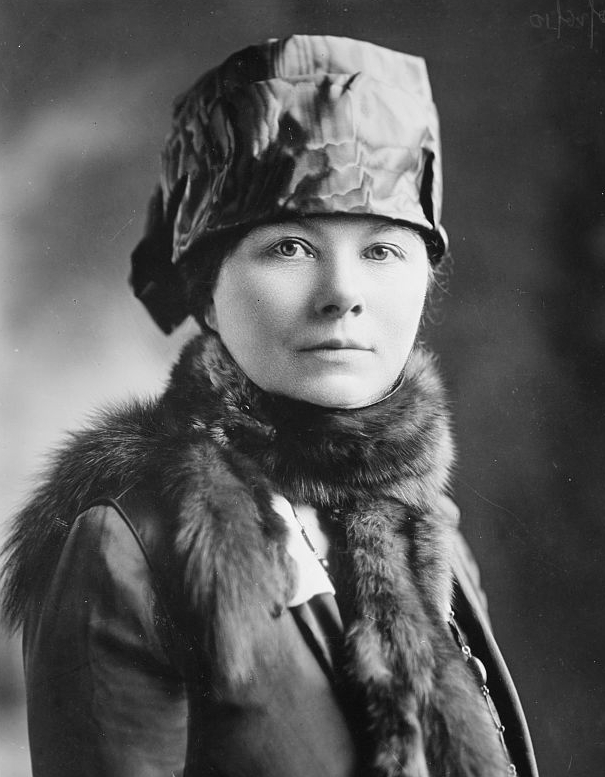
Esther Pohl Lovejoy, Preisträgerin 1951 und 1957

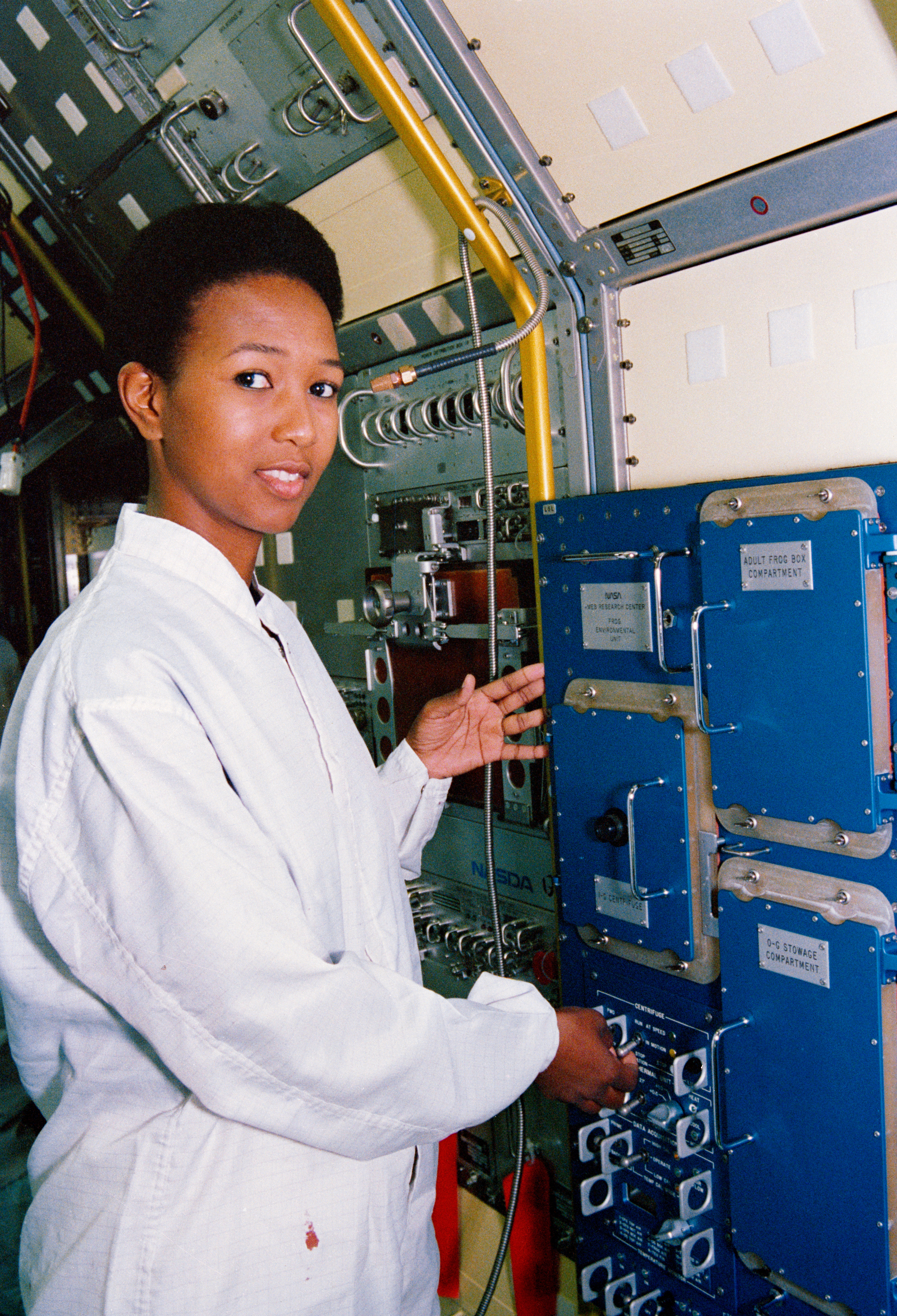
Mae Jemison, Preisträgerin 2015

- 1977: Eva P. Dodge und Edith P. Brown
- 1978: Minerva S. Buerk
- 1979: Bernice C. Sachs
- 1980: Ann P.D. Manton
- 1981: Mathilda R. Vaschak
- 1982: Helen Brooke Taussig
- 1983: Clara Raven
- 1984: Charlotte H. Kerr und Helen Caldicott
- 1985: Carol C. Nadelson
- 1986: Luella Klein
- 1987: A. Lois Scully
- 1988: Claudine M. Gay
- 1989: Helen Octavia Dickens
- 1990: Lila A. Wallis
- 1991: Anne L. Barlow
- 1992: Roselyn P. Epps und Jane E. Hodgson
- 1993: Yoshiye Togasaki
- 1994: Anne H. Flitcraft
- 1995: Vivian W. Pinn
- 1996: Elizabeth W. Karlin
- 1997: LeClair Bissell
- 1998: Leah J. Dickstein und Tina Strobos
- 1999: Lila Stein Kroser
- 2000: Nanette Kass Wenger und Jeanne Spurlock
- 2001: keine Preisvergabe
- 2002: Olga Jonasson
- 2003: Joanne Lynn
- 2004: Mary Jane England
- 2005: Sarah S. Donaldson
- 2006: Patricia Joy Numann
- 2007: Debra R. Judelson
- 2008: Elinor Christiansen
- 2009: Nancy Nielson
- 2010: Linda Clever
- 2011: Valerie Montgomery Rice
- 2012: Luanne Thorndyke
- 2013: Kimberly Templeton
- 2014: Mary Guinan
- 2015: Mae Jemison
- 2016: Padmini Murthy[2]
- 2017: Marjorie Runyon Jenkins
- 2018: Michele Barry
- 2019: Alma Littles
- 2020: Darilyn Moyer
- 2021: Susan Thompson Hingle
- 2022: Julie K. Silver
- 2023: Nancy D. Spector
- 2024: Mary Polan
- 2025: Reshma Jagsi